# Calcone (mitologia)
Calcone è un personaggio della mitologia greca, eroe originario di Ciparisso, sul Parnaso. 
Un oracolo aveva consigliato a Nestore di darlo come consigliere e scudiero a suo figlio Antiloco. Durante il combattimento fra Achille e la regina delle Amazzoni, Pentesilea, Calcone, che amava quest'ultima, corse in suo aiuto. Fu ucciso da Achille e il suo cadavere fu crocifisso dai Greci quale castigo per il suo tradimento.

### Fonti
- Commento di Eustazio a Omero, p. 1697, 54.

### Moderna
- Pierre Grimal, Dizionario di mitologia, Parigi, Garzanti, 2005, ISBN 88-11-50482-1. Traduzione di Pier Antonio Borgheggiani.